# آرثر كوك
آرثر كوك (بالإنجليزية: Arthur Cook)‏ (1 سبتمبر 1890 في المملكة المتحدة - ) هو لاعب كرة قدم بريطاني (وحمل سابقاً جنسية المملكة المتحدة لبريطانيا العظمى وأيرلندا) في مركز الدفاع. لعب مع سوانزي سيتي ونادي ريكسهام ونادي لوتون تاون ووست بروميتش ألبيون وستافورد رينجرز.